# Glenfield North
Glenfield North  est une banlieue localisée au niveau du North Shore de la zone métropolitaine d’Auckland dans l’Île du Nord de la  Nouvelle-Zélande. 

## Situation
La banlieue est séparée de l'autoroute nord d’Auckland par le complexe commercial de Wairau Park vers l’est, de Glenfield par ‘Chivalry Road’ vers le sud, de Bayview par ‘Glenfield Road’ vers l’ouest et de  Totara Vale par ‘Wairau Road’ vers le nord

## Démographie
Glenfield North couvre 0,81 km2 et a une population estimée de  3 530 résidents en juin 2022 avec une  densité de population de 4 358 personnes par km2.
La localité de Glenfield North avait une population de 3 333 habitants lors du recensement de 2018 en Nouvelle-Zélande, en augmentation de 282 personnes (9,2 %) depuis le recensement de 2013, et une augmentation de  441 personnes (15,2 %) depuis le recensement de 2006  en Nouvelle-Zélande.
Il y a  1 029 logements, comprenant 1 689 hommes et  1 644 femmes, donnant un sexe-ratio de 1,03 homme pour une femme.
L’âge médian est de 32,7 ans (comparé avec 37,4 ans au niveau national), avec 603 personnes (18,1 %) âgées de moins de 15 ans, 864 personnes (25,9 %) âgées de 15 à 29 ans, 1 560 personnes (46,8 %) âgées de 30 à 64 ans et 306 personnes (9,2 %) âgées de 65 ans ou plus.
L’ethnicité est pour 38,5 % européens/Pākehā, 6,2 % peuple Māori, 4,5 % peuples du Pacifique (en), 54,3 %  originaire d’Asie (en), et 4,9 % d’une autre ethnicité. 
Les personnes peuvent s’identifier avec plus d’une ethnicité en fonction de leur parenté.
Le pourcentage de personnes nées outre-mer est de 58,2%, comparé avec les  27,1 % au niveau national.
Bien que certaines personnes choisissent de ne pas répondre à la question du recensement sur leur affiliation religieuse 42,9 % n’ont aucune religion, 38,3 % sont chrétiens (en), 0,3 % ont des  croyances religieuses Māori (en), 5,6 % sont hindouistes (en), 2,1 % sont musulmans, 3,1 % sont bouddhistes (en) et 2,3 % ont  une autre religion.
Parmi ceux de moins de 15 ans d’âge, 891 personnes (32,6 %) ont une licence ou un degré supérieur et  300 personnes (11,0 %) n’ont aucune qualification formelle.
Le revenu médian est  de 34,100 $, comparé avec les 31,800 $ au niveau national.
402 personnes (14,7 %) gagnent plus de 70,000 $ comparé avec les 17,2 % au niveau national.
Le statut d’emploi de ceux d’au moins 15 ans d’âge est pour 1 491 personnes (54,6 %) : emplyées à plein temps, 372 personnes (13,6 %) sont à temps partiel et 81 personnes (3,0 %) sont sans emploi .